# Pseudohomonyx belitungensis
Pseudohomonyx belitungensis är en skalbaggsart som beskrevs av Miyake och Yamaya 1997. Pseudohomonyx belitungensis ingår i släktet Pseudohomonyx och familjen Dynastidae. Inga underarter finns listade i Catalogue of Life.